# Collegio di Castle Point
Castle Point è un collegio elettorale situato nell'Essex, nell'Est dell'Inghilterra, e rappresentato alla Camera dei comuni del Parlamento del Regno Unito. Elegge un membro del parlamento con il sistema first-past-the-post, ossia maggioritario a turno unico; l'attuale parlamentare è Rebecca Harris del Partito Conservatore, che rappresenta il collegio dal 2010.

## Estensione

Castle Point dal 2010 al 2024

A seguito della modifica della rappresentanza parlamentare dell'Essex apportata dalla Boundary Commission for England nel 1983, venne creato il collegio di Castle Point, compreso interamente all'interno dei confini dell'omonimo distretto. Il collegio è uno dei pochi che non venne modificato negli anni '90 e 2000, avendo avuto una crescita della popolazione in linea con la media nazionale.
Nel 2024 è stato modificato leggermente, con l'aggiunta del distretto elettorale DN del ward di Pitsea South East nel distretto di Basildon.

## Membri del parlamento
| Elezione | Elezione  | Deputato         | Partito      |
| -------- | --------- | ---------------- | ------------ |
|          | 1983      | Bernard Braine   | Conservatore |
| 1992     | Bob Spink |                  | Conservatore |
|          | 1997      | Christine Butler | Laburista    |
|          | 2001      | Bob Spink        | Conservatore |
|          | 2008      | Bob Spink        | UKIP         |
|          | 2010      | Rebecca Harris   | Conservatore |

## Elezioni

### Elezioni negli anni 2020
| Partito                    | Partito                                   | Candidato                  | Risultati 4 luglio 2024 | Risultati 4 luglio 2024 |
| Partito                    | Partito                                   | Candidato                  | Voti                    | %                       |
| -------------------------- | ----------------------------------------- | -------------------------- | ----------------------- | ----------------------- |
|                            | Conservatore                              | Rebecca Harris             | 15 485                  | 38,11                   |
|                            | Reform UK                                 | Keiron McGill              | 12 234                  | 30,11                   |
|                            | Laburista                                 | Mark Maguire               | 9 455                   | 23,27                   |
|                            | Verdi                                     | Bob Chapman                | 2 118                   | 5,21                    |
|                            | Lib Dem                                   | James Willis               | 1 341                   | 3,30                    |
|                            |                                           |                            |                         |                         |
| Iscritti                   | Iscritti                                  | Iscritti                   | 70 552                  | 100,00                  |
| ↳ Votanti (% su iscritti)  | ↳ Votanti (% su iscritti)                 | ↳ Votanti (% su iscritti)  | 40 633                  | 57,59                   |
| ↳ Astenuti (% su iscritti) | ↳ Astenuti (% su iscritti)                | ↳ Astenuti (% su iscritti) | 29 919                  | 42,41                   |
|                            |                                           |                            |                         |                         |
|                            | Esito: collegio confermato a Conservatore |                            |                         |                         |

### Elezioni negli anni 2010
| Partito                    | Partito                                   | Candidato                  | Risultati 12 dicembre 2019 | Risultati 12 dicembre 2019 |
| Partito                    | Partito                                   | Candidato                  | Voti                       | %                          |
| -------------------------- | ----------------------------------------- | -------------------------- | -------------------------- | -------------------------- |
|                            | Conservatore                              | Rebecca Harris             | 33 971                     | 76,72                      |
|                            | Laburista                                 | Katie Curtis               | 7 337                      | 16,57                      |
|                            | Lib Dem                                   | John Howson                | 2 969                      | 6,71                       |
|                            |                                           |                            |                            |                            |
| Iscritti                   | Iscritti                                  | Iscritti                   | 69 608                     | 100,00                     |
| ↳ Votanti (% su iscritti)  | ↳ Votanti (% su iscritti)                 | ↳ Votanti (% su iscritti)  | 44 277                     | 63,61                      |
| ↳ Astenuti (% su iscritti) | ↳ Astenuti (% su iscritti)                | ↳ Astenuti (% su iscritti) | 25 331                     | 36,39                      |
|                            |                                           |                            |                            |                            |
|                            | Esito: collegio confermato a Conservatore |                            |                            |                            |

| Partito                    | Partito                                   | Candidato                  | Risultati 8 giugno 2017 | Risultati 8 giugno 2017 |
| Partito                    | Partito                                   | Candidato                  | Voti                    | %                       |
| -------------------------- | ----------------------------------------- | -------------------------- | ----------------------- | ----------------------- |
|                            | Conservatore                              | Rebecca Harris             | 30 076                  | 67,28                   |
|                            | Laburista                                 | Joseph Cooke               | 11 204                  | 25,06                   |
|                            | UKIP                                      | David Kurten               | 2 371                   | 5,30                    |
|                            | Lib Dem                                   | Tom Holder                 | 1 049                   | 2,35                    |
|                            |                                           |                            |                         |                         |
| Iscritti                   | Iscritti                                  | Iscritti                   | 69 425                  | 100,00                  |
| ↳ Votanti (% su iscritti)  | ↳ Votanti (% su iscritti)                 | ↳ Votanti (% su iscritti)  | 44 710                  | 64,40                   |
| ↳ Astenuti (% su iscritti) | ↳ Astenuti (% su iscritti)                | ↳ Astenuti (% su iscritti) | 24 715                  | 35,60                   |
|                            |                                           |                            |                         |                         |
|                            | Esito: collegio confermato a Conservatore |                            |                         |                         |

| Partito                    | Partito                                   | Candidato                  | Risultati 7 maggio 2015 | Risultati 7 maggio 2015 |
| Partito                    | Partito                                   | Candidato                  | Voti                    | %                       |
| -------------------------- | ----------------------------------------- | -------------------------- | ----------------------- | ----------------------- |
|                            | Conservatore                              | Rebecca Harris             | 23 112                  | 50,85                   |
|                            | UKIP                                      | Jamie Huntman              | 14 178                  | 31,19                   |
|                            | Laburista                                 | Joe Cooke                  | 6 283                   | 13,82                   |
|                            | Verdi                                     | Dom Ellis                  | 1 076                   | 2,37                    |
|                            | Lib Dem                                   | Sereena Davey              | 801                     | 1,76                    |
|                            |                                           |                            |                         |                         |
| Iscritti                   | Iscritti                                  | Iscritti                   | 68 140                  | 100,00                  |
| ↳ Votanti (% su iscritti)  | ↳ Votanti (% su iscritti)                 | ↳ Votanti (% su iscritti)  | 45 450                  | 66,70                   |
| ↳ Astenuti (% su iscritti) | ↳ Astenuti (% su iscritti)                | ↳ Astenuti (% su iscritti) | 22 690                  | 33,30                   |
|                            |                                           |                            |                         |                         |
|                            | Esito: collegio confermato a Conservatore |                            |                         |                         |

| Partito                    | Partito                                   | Candidato                  | Risultati 6 maggio 2010 | Risultati 6 maggio 2010 |
| Partito                    | Partito                                   | Candidato                  | Voti                    | %                       |
| -------------------------- | ----------------------------------------- | -------------------------- | ----------------------- | ----------------------- |
|                            | Conservatore                              | Rebecca Harris             | 19 806                  | 43,99                   |
|                            | Independent Save Our Green Belt           | Bob Spink                  | 12 174                  | 27,04                   |
|                            | Laburista                                 | Julian Ware-Lane           | 6 609                   | 14,68                   |
|                            | Lib Dem                                   | Brendan D'Cruz             | 4 232                   | 9,40                    |
|                            | BNP                                       | Philip Howell              | 2 205                   | 4,90                    |
|                            |                                           |                            |                         |                         |
| Iscritti                   | Iscritti                                  | Iscritti                   | 67 303                  | 100,00                  |
| ↳ Votanti (% su iscritti)  | ↳ Votanti (% su iscritti)                 | ↳ Votanti (% su iscritti)  | 45 026                  | 66,90                   |
| ↳ Astenuti (% su iscritti) | ↳ Astenuti (% su iscritti)                | ↳ Astenuti (% su iscritti) | 22 277                  | 33,10                   |
|                            |                                           |                            |                         |                         |
|                            | Esito: collegio confermato a Conservatore |                            |                         |                         |

### Elezioni negli anni 2000
| Partito                    | Partito                                   | Candidato                  | Risultati 5 maggio 2005 | Risultati 5 maggio 2005 |
| Partito                    | Partito                                   | Candidato                  | Voti                    | %                       |
| -------------------------- | ----------------------------------------- | -------------------------- | ----------------------- | ----------------------- |
|                            | Conservatore                              | Bob Spink                  | 22 118                  | 48,29                   |
|                            | Laburista                                 | Luke Akehurst              | 13 917                  | 30,39                   |
|                            | Lib Dem                                   | James Sandbach             | 4 719                   | 10,30                   |
|                            | UKIP                                      | Neil Hamper                | 3 431                   | 7,49                    |
|                            | Verdi                                     | Irene Willis               | 1 617                   | 3,53                    |
|                            |                                           |                            |                         |                         |
| Iscritti                   | Iscritti                                  | Iscritti                   | 69 502                  | 100,00                  |
| ↳ Votanti (% su iscritti)  | ↳ Votanti (% su iscritti)                 | ↳ Votanti (% su iscritti)  | 45 802                  | 65,90                   |
| ↳ Astenuti (% su iscritti) | ↳ Astenuti (% su iscritti)                | ↳ Astenuti (% su iscritti) | 23 700                  | 34,10                   |
|                            |                                           |                            |                         |                         |
|                            | Esito: collegio confermato a Conservatore |                            |                         |                         |

| Partito                    | Partito                                           | Candidato                  | Risultati 7 giugno 2001 | Risultati 7 giugno 2001 |
| Partito                    | Partito                                           | Candidato                  | Voti                    | %                       |
| -------------------------- | ------------------------------------------------- | -------------------------- | ----------------------- | ----------------------- |
|                            | Conservatore                                      | Bob Spink                  | 17 738                  | 44,61                   |
|                            | Laburista                                         | Christine Butler           | 16 753                  | 42,13                   |
|                            | Lib Dem                                           | Billy Boulton              | 3 116                   | 7,84                    |
|                            | UKIP                                              | Ronald Hurrell             | 1 273                   | 3,20                    |
|                            | Indipendente                                      | Douglas Roberts            | 663                     | 1,67                    |
|                            | Truth Party                                       | Nik Searle                 | 223                     | 0,56                    |
|                            |                                                   |                            |                         |                         |
| Iscritti                   | Iscritti                                          | Iscritti                   | 68 092                  | 100,00                  |
| ↳ Votanti (% su iscritti)  | ↳ Votanti (% su iscritti)                         | ↳ Votanti (% su iscritti)  | 39 766                  | 58,40                   |
| ↳ Astenuti (% su iscritti) | ↳ Astenuti (% su iscritti)                        | ↳ Astenuti (% su iscritti) | 28 326                  | 41,60                   |
|                            |                                                   |                            |                         |                         |
|                            | Esito: collegio passa da Laburista a Conservatore |                            |                         |                         |

## Risultati dei referendum

### Referendum sulla permanenza del Regno Unito nell'Unione europea del 2016
|             | Collegio     | Lasciare UE % | Rimanere in UE % |
| ----------- | ------------ | ------------- | ---------------- |
|             | Castle Point | 72,7%         | 27,3%            |
| Inghilterra | 53,3%        | 46,7%         |                  |
| Regno Unito | 51,9%        | 48,1%         |                  |

Castle Point è stato il quarto collegio del Regno Unito per percentuale a favore dell'uscita dall'Unione europea; fu preceduto da Boston and Skegness (74,9%), Walsall North (74,2%) e South Basildon and East Thurrock (73,0%).